# N.W.A. and the Posse
N.W.A. and the Posse ist der zweite veröffentlichte Tonträger der US-amerikanischen Hip-Hop-Gruppe N.W.A. Das Album ist eine Kompilation verschiedener Rapper aus Compton, neben der N.W.A ist unter anderem die Fila Fresh Crew und Rappinstine auf dem Album vertreten.
Das Cover des Albums ist identisch mit dem vorher von der N.W.A veröffentlichten Tonträger Panic Zone und chartete im Billboard-Magazin auf Platz 39 der dortigen Top R&B/Hip-Hop Albums-Hitliste.
Anfangs über das Label Macola veröffentlicht, wurde es noch im selben Jahr von Ruthless Records ein zweites Mal auf den Markt gebracht. Das Album wurde von der RIAA mit Gold zertifiziert.

## Titelliste
| #   | Titel                        | Gruppe          | Interpret(en)                          | Länge |
| --- | ---------------------------- | --------------- | -------------------------------------- | ----- |
| 1.  | Boyz-N-The-Hood              | N.W.A           | Eazy-E                                 | 5:37  |
| 2.  | 8-Ball (Beastie Boys Sample) | N.W.A           | Eazy-E                                 | 4:26  |
| 3.  | Dunk the Funk                | Fila Fresh Crew | Dr. Rock, Doc T, Fresh K               | 5:01  |
| 4.  | Scream                       | –               | M. „Microphone Mike“ Troy, Rappinstine | 3:18  |
| 5.  | Drink It Up                  | Fila Fresh Crew | Dr. Rock, Doc T, Fresh K               | 4:45  |
| 6.  | Panic Zone                   | N.W.A           | Dr. Dre, Arabian Prince                | 3:33  |
| 7.  | L.A. Is the Place            | N.W.A           | Eazy-E & Ron-De-Vu                     | 4:31  |
| 8.  | Dope Man                     | N.W.A           | Ice Cube, Eazy-E                       | 6:16  |
| 9.  | Tuffest Man Alive            | Fila Fresh Crew | Dr. Rock, Doc T, Fresh K               | 2:16  |
| 10. | Fat Girl                     | N.W.A           | Eazy-E & Ron-De-Vu                     | 2:45  |
| 11. | 3 the Hard Way               | Fila Fresh Crew | Dr. Rock, Doc T, Fresh K               | 4:10  |

Anmerkung: Die Neuauflage am 13. November 1989 ersetzte den Song Scream durch A Bitch Iz a Bitch von N.W.A. A Bitch Iz a Bitch wurde 1989 auch auf der Singleauskopplung Express Yourself veröffentlicht.

## Kritik
| Professionelle Bewertungen | Professionelle Bewertungen |
| -------------------------- | -------------------------- |
| Kritiken                   |                            |
| Quelle                     | Bewertung                  |
| Allmusic                   | [ 2 ]                      |

Alex Henderson von Allmusic gab dem Album drei von fünf möglichen Bewertungspunkten und schrieb, dass das Album sowohl Lieder des Gangsta-Rap-Genres als auch lustige Songs wie Fat Girl und Drink It Up beinhalte. Das Album würde insgesamt zwar nicht an Straight Outta Compton herankommen, sei aber dennoch eine historisch wichtige CD.

## Besetzung

### N.W.A
- Eazy-E
- Dr. Dre
- DJ Yella
- Ice Cube
- MC Ren
- Arabian Prince
- Krazy Dee (Tritt als Rapper nicht in Erscheinung, war aber am Inhalt von Panic Zone beteiligt)

### The Fila Fresh Crew
- Doc T (a.k.a. The D.O.C.)
- Fresh K
- Dr. Rock

### Solo
- Rappinstine
- M. “Microphone Mike” Troy
- Ron-De-Vu